# Cunctochrysa albolineatus
Cunctochrysa albolineatus là một loài côn trùng trong họ Chrysopidae thuộc bộ Neuroptera. Loài này được Killington miêu tả năm 1935.